# Evelyn Hooker
Pour les articles homonymes, voir Hooker.
Evelyn Hooker, née Evelyn Gentry le 2 septembre 1907 à North Platte et morte le 18 novembre 1996 à Santa Monica, est une psychologue américaine connue pour son article « The Adjustment of the Male Overt Homosexual » (1957) dans lequel elle rend compte de tests donnés à des groupes d'homosexuels et d'hétérosexuels, avant de demander à des experts de déterminer l'orientation sexuelle des personnes à partir de leurs réponses. L'expérience, qui a été répétée par d'autres chercheurs, conclut que les homosexuels assumés ont des profils psychologiques indiscernables de ceux des hétérosexuels. Ils s'intègrent donc aussi bien à la société que le reste de la population.

## Biographie
Elle étudie à l'université du Colorado où elle entre en 1924. Elle y est formée au béhaviorisme. Elle fait une thèse à l'université Johns-Hopkins, qu'elle soutient en 1932.
Après avoir souffert d'une tuberculose soignée en Arizona, elle obtient une bourse pour étudier en Europe, où elle observe les manifestations d'hystérie collective devant le retour triomphal d'Adolf Hitler à Berlin après l'Anschluss.
De retour aux États-Unis, c'est son mari Don Caldwell, enseignant à l'UCLA, qui lui révèle l'homosexualité d'un de ses amis. Elle s'intéresse alors au sujet. Après son divorce, elle se remarie avec Edward Hooker en 1948. Elle se lie avec l'un de ses nouveaux voisins, l'écrivain britannique homosexuel Christopher Isherwood.
Dans les années 1960, à la demande du National Institute of Mental Health, elle rédige un rapport sur le traitement pour les homosexuels. Il est mis de côté par l'institut, mais sera publié sans son autorisation dans la presse en 1970. Elle y préconisait la dépénalisation de l'homosexualité, appuyant le mouvement de libération gay naissant.
Un documentaire sur son travail sortit en 1992. Intitulé Changing Our Minds: The Story of Dr Evelyn Hooker, il montre la nocivité des traitements contre l'homosexualité avant ses recherches (lobotomie, thérapie par aversion), et la difficulté avec laquelle ses travaux ont été acceptés par ses collègues.

## Expérience
Bien que récoltant depuis 1954 des données sur ses amis homosexuels, Evelyn Hooker considérait qu'elles n'avaient que peu de valeur scientifique. Elle demanda une subvention du NIMH qu'elle obtint.
Elle rassembla deux groupes d'hommes : un groupe composé exclusivement d'homosexuels, l'autre formé exclusivement d'hétérosexuels. Elle contacta la Mattachine Society pour trouver des homosexuels affirmés. Elle eut plus de mal à trouver des hétérosexuels. Elle réalisa ses entretiens en grande partie chez elle pour assurer l'anonymat des personnes. Elle eut recours à trois tests psychologiques différents : le Thematic Apperception Test, le Make-a-Picture-Story test(MAPS test) et le test de Rorschach.
Après un an de recherche, Hooker présenta soixante profils psychologiques non marqués à trois experts évaluateurs. Elle décida de ne pas mener elle-même cette évaluation en aveugle, afin de ne pas faire entrer sa propre connaissance des personnes.
Elle contacta Bruno Klopfer, un expert du test de Rorschach, pour voir s'il pouvait identifier l'orientation sexuelle des personnes à partir des résultats à ces tests. Il en fut incapable. Edwin Shneidman, créateur du MAPS test, analysa à son tour les 60 profils. Après six mois d'étude, il trouva que le caractère psychologique des deux groupes était fortement similaire. Le troisième expert, le Dr Mortimer Mayer, tenta à deux reprises sans succès d'identifier les deux groupes. En termes d'adaptation, les trois experts admirent qu'il n'y avait aucune différence entre les membres des deux groupes.
En 1956, Evelyn Hooker présenta le résultat de cette recherche lors d'une convention de la Société américaine de psychologie à Chicago.
Ses études contribuèrent à changer l'attitude de la communauté des psychologues envers l'homosexualité, et pesa dans la décision de l'American Psychiatric Association de retirer l'homosexualité de son Manuel diagnostique et statistique des troubles mentaux en 1973.